# Слобода-Комарівська сільська рада
Слобода-Комарівська сільська́ ра́да — адміністративно-територіальна одиниця та орган місцевого самоврядування у Сторожинецькому районі Чернівецької області. Адміністративний центр — село Слобода-Комарівці.

## Загальні відомості
- Населення ради: 960 осіб (станом на 2001 рік)

## Населені пункти
Сільській раді підпорядковані населені пункти:
- с. Слобода-Комарівці

## Склад ради
Рада складається з 18 депутатів та голови.
- Голова ради: Дульгер Любов Георгіївна
- Секретар ради: Ковцун Любов Олексіївна

### Керівний склад попередніх скликань
| Прізвище, ім'я, по батькові | Основні відомості                                                 | Дата обрання | Дата звільнення |
| --------------------------- | ----------------------------------------------------------------- | ------------ | --------------- |
| Леонтій Марія Василівна     | Сільський голова, 1949 року народження, позапартійна              | 26.03.2006   | 31.10.2010      |
| Дульгер Любов Георгіївна    | Сільський голова, 1971 року народження, освіта вища, позапартійна | 31.10.2010   |                 |

Примітка: таблиця складена за даними сайту Верховної Ради України

### Депутати
За результатами місцевих виборів 2010 року депутатами ради стали:

#### За суб'єктами висування
| Суб'єкт висування | Кількість обраних депутатів | %   |
| ----------------- | --------------------------- | --- |
| Самовисування     | 18                          | 100 |

#### За округами
| № округу | Прізвище, ім'я, по батькові  | Дата визнання обраним | Освіта             | Партійна приналежність                        | Відомості про обраного депутата                              |
| -------- | ---------------------------- | --------------------- | ------------------ | --------------------------------------------- | ------------------------------------------------------------ |
| 1        | Леонтій Наталія Аркадіївна   | 01.11.2010            | вища               | позапартійна                                  | Слобода-Комарівська сільська рада, землевпорядник            |
| 2        | Василинюк Наталія Миколаївна | 01.11.2010            | вища               | член Партії регіонів                          | Слобода-Комарівський ДНЗ «Золотий ключик», бухгалтер         |
| 3        | Унгурян Дмитро Іванович      | 01.11.2010            | середня спеціальна | позапартійний                                 | Слобода-Комарівський ДНЗ «Золотий ключик», оператор          |
| 4        | Маліщук Василь Миколайович   | 01.11.2010            | середня спеціальна | позапартійний                                 | Слобода-Комарівське відділення поштового зв'язку, листоноша  |
| 5        | Сопіт Дмитро Георгійович     | 01.11.2010            | середня спеціальна | член Політичної партії «Наша Україна»         | Слдобода-Комарівська загальноосвітня школа І-ІІ ст., сторож  |
| 6        | Дульгер Олексій Васильович   | 01.11.2010            | вища               | член Партії регіонів                          | Старожадівське лісництво, лісник                             |
| 7        | Косован Тарас Миколайович    | 01.11.2010            | середня спеціальна | позапартійний                                 | тимчасово не працює                                          |
| 8        | Чобан Віра Дмитрівна         | 01.11.2010            | середня            | позапартійна                                  | приватний підприємець                                        |
| 9        | Сироїжко Віктор Степанович   | 01.11.2010            | вища               | позапартійний                                 | ТОВ «Пожзахист», директор                                    |
| 10       | Ковцун Любов Олексіївна      | 01.11.2010            | вища               | позапартійна                                  | Слобода-Комарівська сільська рада, секретар сільської ради   |
| 11       | Драганчук Микола Георгійович | 01.11.2010            | середня спеціальна | позапартійний                                 | приватний підприємець                                        |
| 12       | Демчук Григорій Іванович     | 01.11.2010            | вища               | позапартійний                                 | Слобода-Комарівська ветеринарна дільниця, санітар            |
| 13       | Гуцуляк Василина Василівна   | 01.11.2010            | середня            | позапартійна                                  | Слобода-Комарівське відділення поштового зв'язку, начальник  |
| 14       | Лакуста Марія Адамівна       | 01.11.2010            | вища               | член Політичної партії «Наша Україна»         | Слобода-Комарівський ДНЗ «Золотий ключик», завгосп           |
| 15       | Федорюк Ліля Іванівна        | 01.11.2010            | вища               | член Всеукраїнського об'єднання «Батьківщина» | Слобода-Комарівський сільський клуб, завідувачка             |
| 16       | Мелещук Володимир Данилович  | 01.11.2010            | вища               | позапартійний                                 | Слдобода-Комарівська загальноосвітня школа І-ІІ ст., вчитель |
| 17       | Гуцуляк Іван Петрович        | 01.11.2010            | середня            | позапартійний                                 | приватний підприємець                                        |
| 18       | Гаврилюк Григорій Денисович  | 01.11.2010            | середня спеціальна | позапартійний                                 | ПП «УкрБел», директор                                        |